# Resolutie 1032 Veiligheidsraad Verenigde Naties
Resolutie 1032 van de Veiligheidsraad van de Verenigde Naties werd unaniem op
19 december 1995 door de VN-Veiligheidsraad aangenomen.

## Achtergrond
Nadat in 1964 geweld was uitgebroken tussen de Griekse- en Turkse bevolkingsgroep op Cyprus, stationeerde de VN de UNFICYP-vredesmacht op het eiland. Die macht wordt sindsdien om het half jaar verlengd. In 1974 bezette Turkije het noorden van Cyprus na een Griekse poging tot staatsgreep. In 1983 werd dat noordelijke deel met Turkse steun van Cyprus afgescheurd. Midden 1990 begon het toetredingsproces van (Grieks-)Cyprus tot de Europese Unie maar de EU erkent de Turkse Republiek Noord-Cyprus niet.

## Inhoud

### Waarnemingen
De Secretaris-Generaal stelde opnieuw voor om de vredesmissie in Cyprus te verlengen. Ook de Cypriotische overheid was het daarmee opnieuw eens. Intussen werd vastgesteld dat er geen vooruitgang was geboekt naar een finale oplossing of de uitbreiding van het ontmanningsakkoord van 1989.

### Handelingen
Het mandaat van UNFICYP werd tot 30 juni 1996 verlengd. De militaire autoriteiten van beide zijden werd gevraagd te zorgen dat er geen incidenten meer waren langs de VN-bufferzone. Er was bezorgdheid over de modernisering van het leger in Cyprus en er werd aangedrongen de defensie-uitgaven van het land en het aantal buitenlandse troepen terug te dringen. Ook hadden de autoriteiten aan beide zijden nog steeds geen maatregelen genomen om het afvuren van wapens nabij de bufferzone te verbieden. Ten slotte werd de Secretaris-Generaal gevraagd voor 10 juni te rapporteren.

## Verwante resoluties
- Resolutie 969 Veiligheidsraad Verenigde Naties (1994)
- Resolutie 1000 Veiligheidsraad Verenigde Naties
- Resolutie 1062 Veiligheidsraad Verenigde Naties (1996)
- Resolutie 1092 Veiligheidsraad Verenigde Naties (1996)

Lijst ·  970 ·  971 ·  972 ·  973 ·  974 ·  975 ·  976 ·  977 ·  978 ·  979 ·  980 ·  981 ·  982 ·  983 ·  984 ·  985 ·  986 ·  987 ·  988 ·  989 ·  990 ·  991 ·  992 ·  993 ·  994 ·  995 ·  996 ·  997 ·  998 ·  999 ·  1000 ·  1001 ·  1002 ·  1003 ·  1004 ·  1005 ·  1006 ·  1007 ·  1008 ·  1009 ·  1010 ·  1011 ·  1012 ·  1013 ·  1014 ·  1015 ·  1016 ·  1017 ·  1018 ·  1019 ·  1020 ·  1021 ·  1022 ·  1023 ·  1024 ·  1025 ·  1026 ·  1027 ·  1028 ·  1029 ·  1030 ·  1031 ·  1032 ·  1033 ·  1034 ·  1035